# Eusébio (ort)
Eusébio är en ort i Brasilien.   Den ligger i kommunen Eusébio och delstaten Ceará, i den östra delen av landet, 1 700 km nordost om huvudstaden Brasília. Eusébio ligger 36 meter över havet och antalet invånare är 37 289.
Terrängen runt Eusébio är platt. Runt Eusébio är det ganska tätbefolkat, med 248 invånare per kvadratkilometer.. Närmaste större samhälle är Maracanaú, 19,4 km väster om Eusébio. 
Omgivningarna runt Eusébio är huvudsakligen savann.